# Richard Fanshawe
Richard Fanshawe (baptisé le 12 juin 1608 – 16 juin 1666), 1er baronnet, poète et homme d'État anglais, né à Ware Park (Hertfordshire) et mort à Madrid (Espagne).
Il fut envoyé en ambassade par Charles Ier d'Angleterre et Charles II d'Angleterre à la cour d'Espagne et à celle de Portugal et négocia un traité de paix entre l'Angleterre, l'Espagne et le Portugal, 1665. 
Il a traduit en vers anglais :
- les Odes d'Horace ;
- le Pastor Fido de Giovanni Battista Guarini, 1646 ;
- la Lusiade du Luís de Camões, 1655.

## Source
Cet article comprend des extraits du Dictionnaire Bouillet. Il est possible de supprimer cette indication, si le texte reflète le savoir actuel sur ce thème, si les sources sont citées, s'il satisfait aux exigences linguistiques actuelles et s'il ne contient pas de propos qui vont à l'encontre des règles de neutralité de Wikipédia.